# Trygghetsavtal
Trygghetsavtal eller omställningsavtal är ett avtal på arbetsmarknaden mellan olika arbetsgivarorganisationer och fackförbund för att underlätta vid uppsägningar (normalt enbart uppsägningar på grund av arbetsbrist) genom att finansiera olika typer av omställningsåtgärder. De olika avtalen administreras av olika partssammansatta organ.
Ett försök till omställningsavtal, kallat Trade Adjustment Assistance (engelska Wikipedia), infördes på 1960-talet i USA för att få fackföreningarna att acceptera frihandelsavtal, men blev i praktiken inte utnyttjat. Det första svenska trygghetsavtalet tecknades 1972. Från början hade de ganska liten omfattning, och spelade ingen roll i 1970-talets omställning av varvs- och textilindustrin (Varvskrisen, Textilkrisen i Sverige). Det var först vid lågkonjunkturen i början av 1990-talet (Finanskrisen i Sverige 1990–1994) som de fick en viktig roll.